# Leo Kadanoff

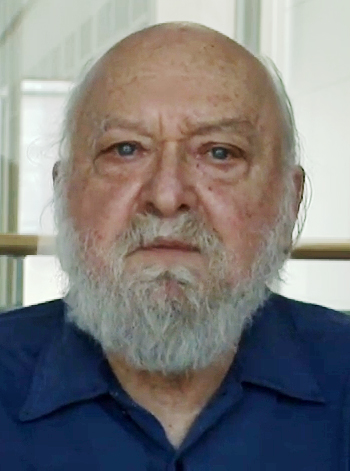
Leo P. Kadanoff

Leo Philip Kadanoff (* 14. Januar 1937 in New York City, New York; † 26. Oktober 2015 in Chicago, Illinois) war ein Professor für Theoretische Physik an der University of Chicago.

## Leben
Leo Kadanoff graduierte (1958, Master Degree) und promovierte 1960 an der Harvard University. Nach einer zweijährigen Post-Doc-Zeit am Niels-Bohr-Institut in Kopenhagen bekam er 1962 eine Assistenzprofessur an der University of Illinois, wo er 1963 Associate Professor und 1965 Professor wurde (seine Arbeitsgebiete waren damals anfangs die Theorie der Supraleitung und nebenbei Arbeiten über Hitzeschilde ballistischer Raketen). 1965 war er Gastprofessor an der Universität Cambridge. 1966/67 leistete er Pionierarbeit in der Theorie der Phasenübergänge (Skalierungsverhalten, Universalität). Von 1963 bis 1967 war er Sloan Research Fellow. 1969 bis 1978 war er Professor an der Brown University, wo er unter anderem Verfahren der statistischen Mechanik auf Modelle städtischen Wachstums anwandte (angewandt bei Planungsarbeiten in Rhode Island 1973 bis 1978) und weiter in der Festkörperphysik forschte. Ab Mitte der 1970er Jahre wandte er sich wieder der Untersuchung von Phasenübergängen zu, diesmal auch in der Quantenfeldtheorie und bei Gittereichtheorien (Migdal-Kadanoff-Rekursionsrelationen u. a.). Ab 1978 war er Professor an der University of Chicago (MacArthur Professor). Von 1981 bis 1984 und 1994 bis 1997 war er Direktor des Materials Research Laboratory der Universität Chicago. In den 1980er Jahren wandte sich sein Interesse auch der Chaostheorie, ungeordneten Systemen und der Theorie der Turbulenz zu. Er schrieb mehrere bekannte Lehrbücher und Übersichtsartikel und wurde auch durch Kolumnen z. B. in Physics Today bekannt.
1980 erhielt er für seine Arbeiten zur Theorie der Phasenübergänge den Wolf-Preis für Physik, gemeinsam mit Kenneth Wilson und Michael E. Fisher. 1977 erhielt er den Oliver E. Buckley Condensed Matter Prize, 1986 die Elliott Cresson Medal und 1989 die Boltzmann-Medaille. Er erhielt 1998 den Lars-Onsager-Preis und die Grande médaille de l’Académie des sciences und 1999 die National Medal of Science. Von der Universität Chicago erhielt er den Quantrell Preis für seine pädagogischen Leistungen. Er war Mitglied der National Academy of Sciences (ab 1978), der American Academy of Arts and Sciences und der American Philosophical Society. 2006 erhielt er die Lorentzmedaille und 2011 die Isaac-Newton-Medaille.
2007 war Leo Kadanoff Präsident der American Physical Society.

## Werke (Auswahl)
- From order to chaos I, II – essays, critical, chaotic and otherwise. World Scientific 1993, ISBN 981-02-1198-8, Bd. 2 1999, ISBN 981-02-3434-1
- Statistical Physics – Statics, dynamics and renormalization. World Scientific 2000, ISBN 981-02-3764-2
- Application of Renormalization Group techniques to quarks and strings. In: Reviews of Modern Physics. 1977, S. 267–296
- mit Gordon Baym: Quantum statistical mechanics. Benjamin 1962